# Liste der Monuments historiques in Attainville
Die Liste der Monuments historiques in Attainville führt die Monuments historiques in der französischen Gemeinde Attainville auf.

## Liste der Bauwerke
| Bezeichnung      | Beschreibung              | Standort | Kennzeichnung | Schutzstatus | Datum | Bild           |
| ---------------- | ------------------------- | -------- | ------------- | ------------ | ----- | -------------- |
| Kirche St-Martin | Erbaut im 16. Jahrhundert | (Lage)   | PA00079989    | Classé       | 1912  | weitere Bilder |

## Liste der Objekte

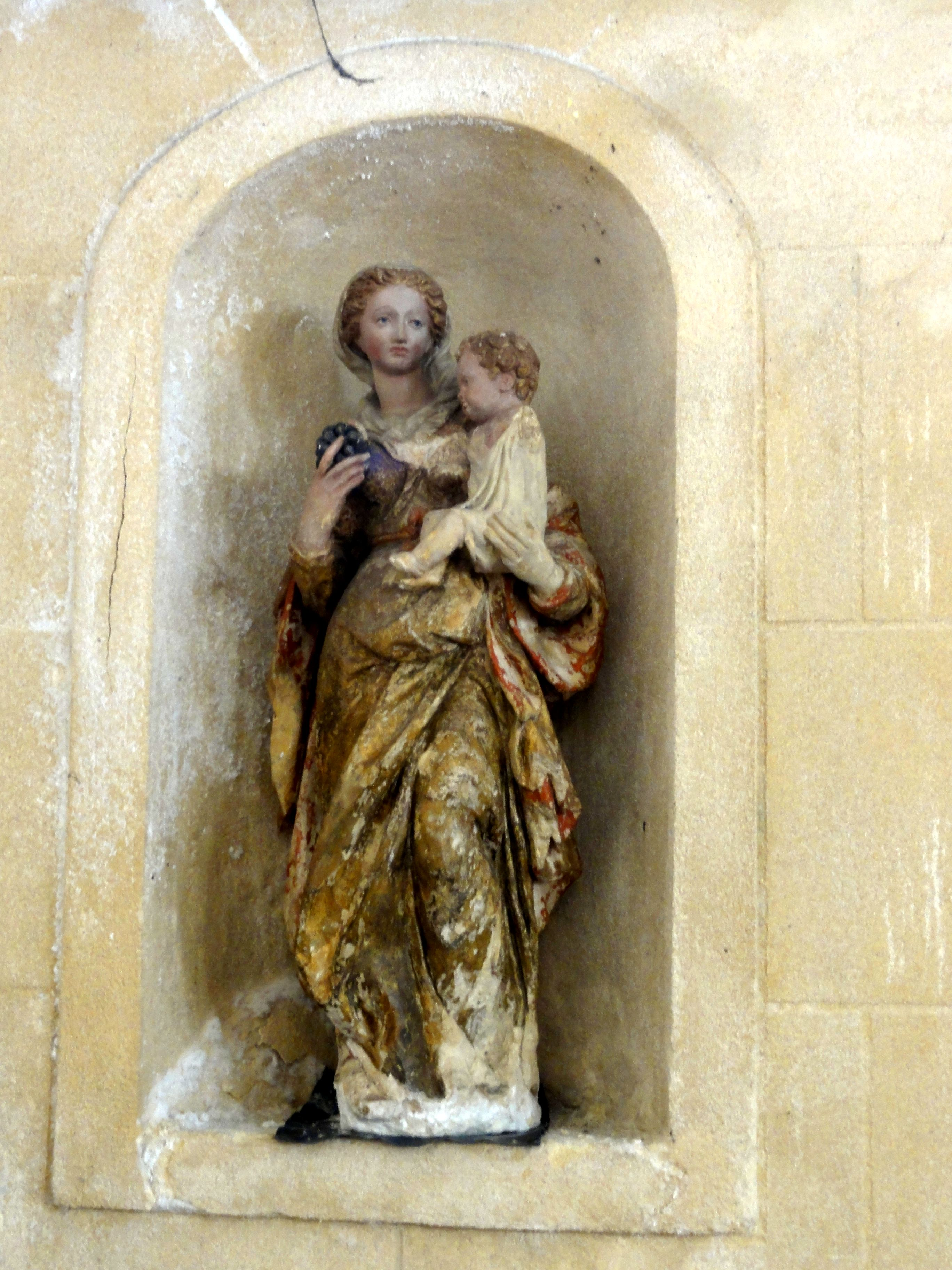
Skulptur Madonna mit Kind (16. Jahrhundert) in der Kirche St-Martin

- Monuments historiques (Objekte) in Attainville in der Base Palissy des französischen Kultusministeriums